# Коронация Наполеона (картина Давида)

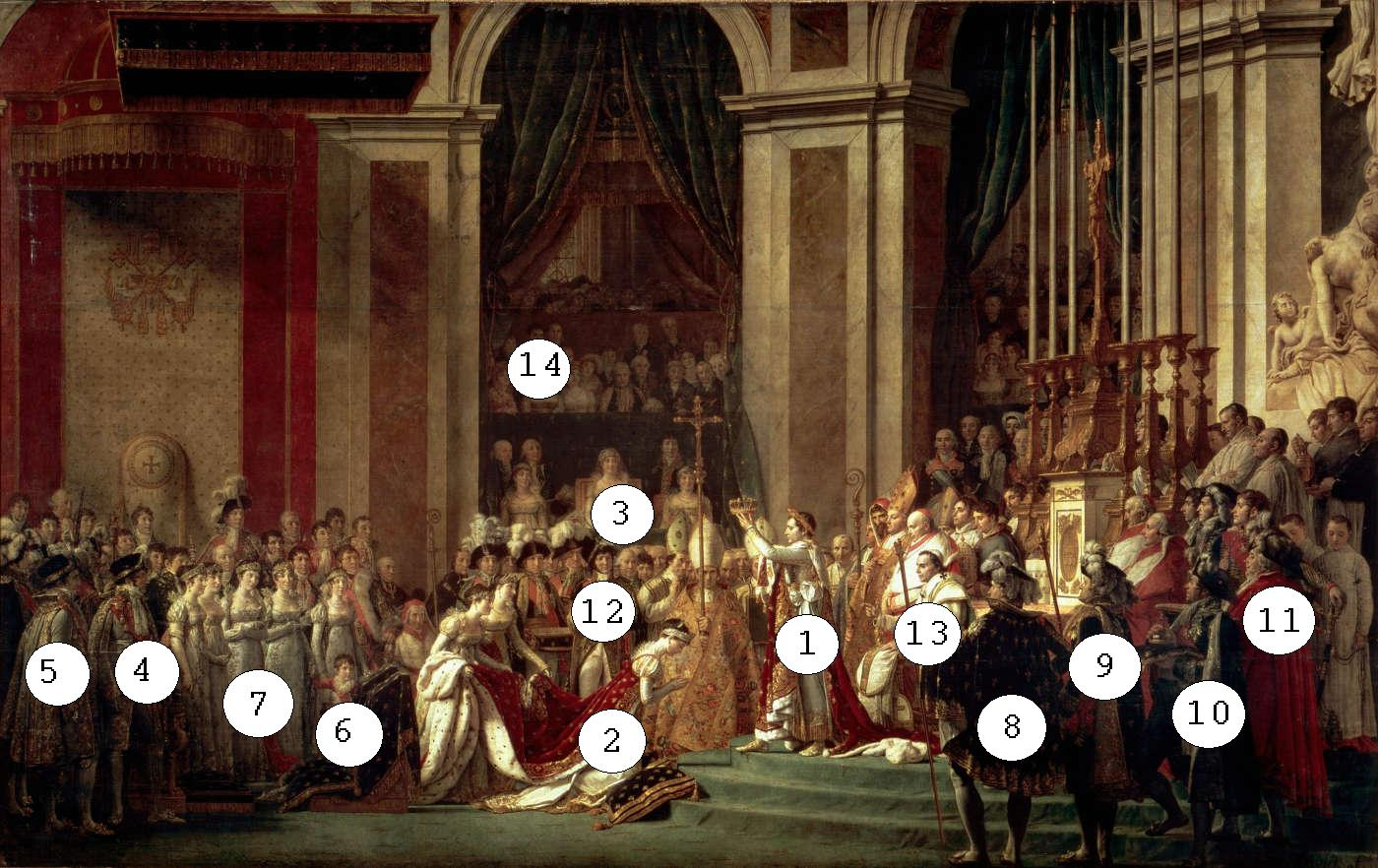
Участники церемонии, изображённые на картине

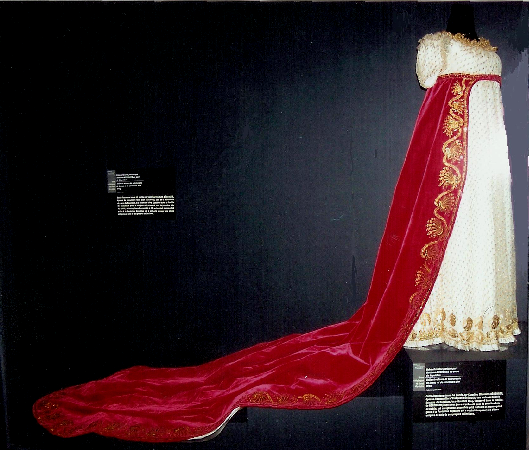
Коронационное платье со шлейфом графини Беранже

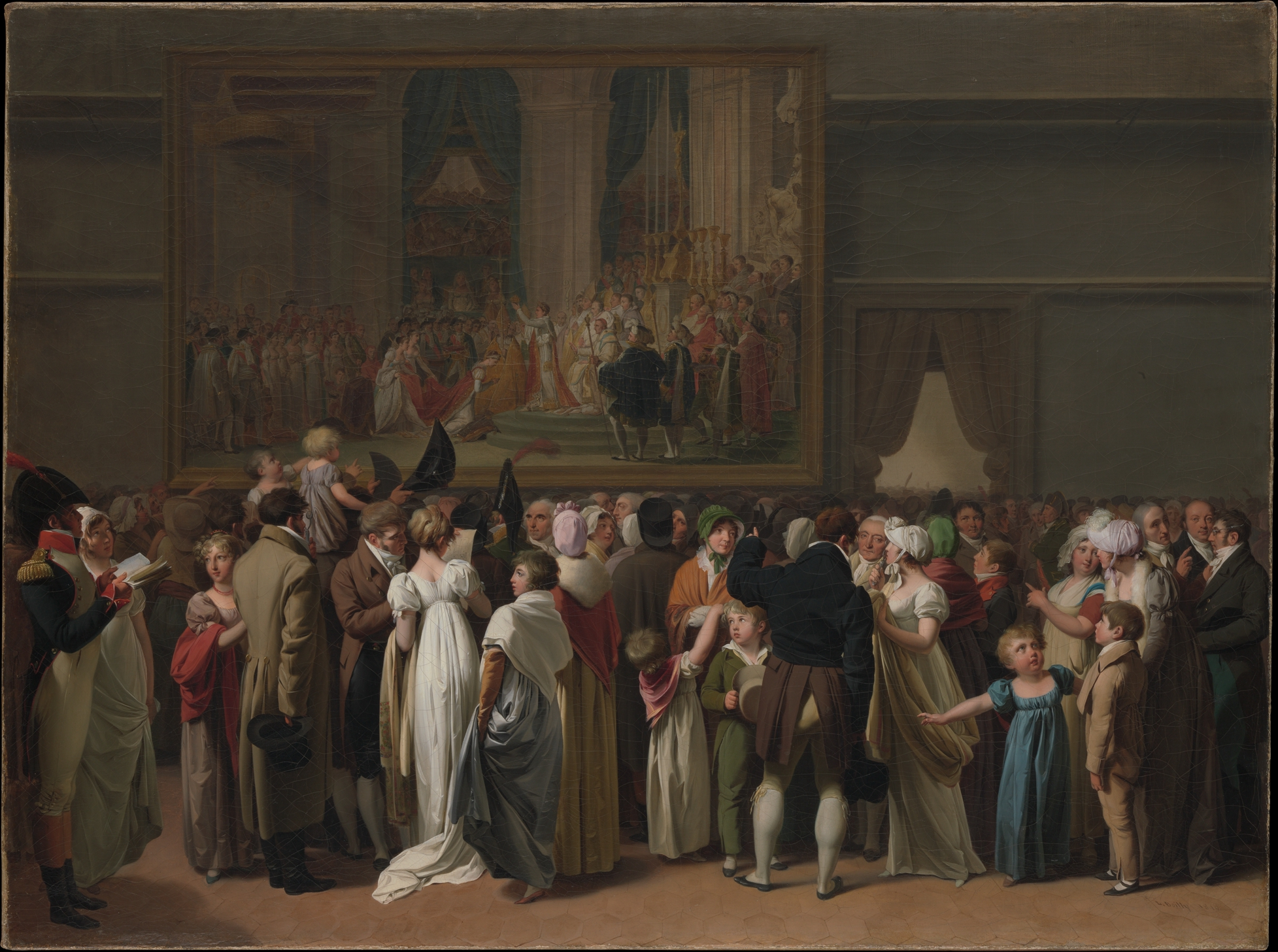
Публика смотрит "Коронацию" Давида в Лувре. Луи-Леопольд Буальи, 1810.

«Коронование императора Наполеона I и императрицы Жозефины в соборе Парижской Богоматери 2 декабря 1804 года» (фр. Sacre de l'empereur Napoléon Ier et couronnement de l'impératrice Joséphine dans la cathédrale Notre-Dame de Paris, le 2 décembre 1804) — картина французского художника Жака Луи Давида, созданная по заказу императора Франции Наполеона I и изображающая эпизод его коронации, произошедшей 2 декабря 1804 года в соборе Парижской Богоматери. Матери Наполеона не было на его коронации, однако при заказе картины император попросил Давида изобразить её в самом центре.

## История

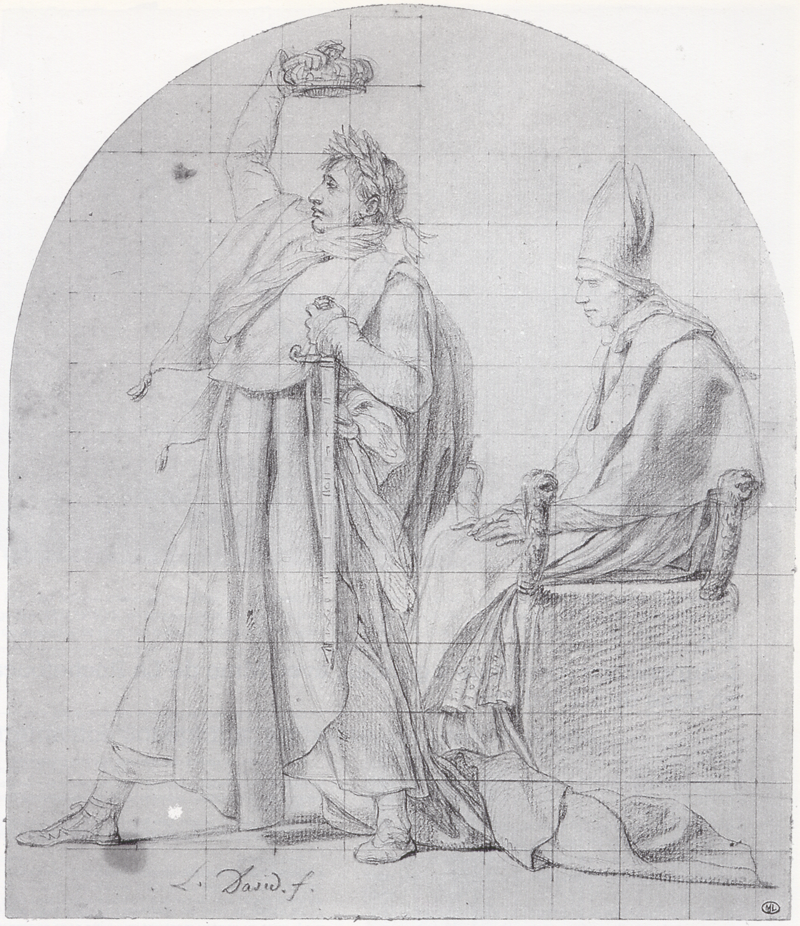
Коронующий себя Наполеон. Рисунок Жак-Луи Давида, собрание Лувра.

Давид создал своё полотно под впечатлением от картины Рубенса «Коронация Марии Медичи». Он выбрал момент, когда Наполеон коронует свою супругу Жозефину, а папа Пий VII даёт ему своё благословение. Художник работал над картиной два года: получив устный заказ в сентябре 1804 года, он приступил к работе 21 декабря 1805 года, положив последний мазок в январе 1808 года. Вскоре картина была представлена публике: с 7 февраля по 21 марта она выставлялась в Салоне.
Картина оставалась в собственности художника вплоть до его отъезда из Франции после падения Наполеона. В 1819 году была перенесена в Королевские музеи, где хранилась в запасниках. В 1837 году по приказу короля Луи-Филиппа полотно было передано музею истории Франции в Версале, в 1889 году передано в коллекцию Лувра. Экспонируется на 1-м этаже галереи Денон, в 75-м зале. Код: INV. 3699.

### Реплика
Работа произвела впечатление в Салоне: в том же 1808 году Давид получил заказ от американского предпринимателя на выполнение копии с сохранением масштаба. Художник сразу же приступил к работе, начав писать по памяти — однако закончил её лишь в 1822 году, уже в Брюсселе, где осел после эмиграции. В 1947 году эта реплика вернулась во Францию и заняла своё место в том же зале Версальского музея, где ранее выставлялся оригинал.

## Персонажи
1. Наполеон I
2. Жозефина Богарне, первая жена Наполеона
3. Летиция Рамолино — мать Наполеона, не присутствовавшая на коронации
4. Луи Бонапарт, брат Наполеона, впоследствии — король Голландии Людовик I
5. Жозеф Бонапарт, старший брат Наполеона, впоследствии — сначала король Неаполя, затем король Испании Иосиф I
6. Наполеон-Шарль[фр.], старший сын Людовика Бонапарта и Гортензии Богарне, племянник Наполеона и его наследник[* 1]
7. Сёстры Наполеона[* 2]
8. Шарль-Франсуа Лебрен, третий консул Франции
9. Жан-Жак де Камбасерес, второй консул Франции, автор Гражданского кодекса Наполеона
10. маршал Александр Бертье, начальник штаба Наполеона и его военный министр
11. Шарль де Талейран-Перигор, министр иностранных дел и великий камергер[* 3]
12. маршал Иоахим Мюрат, муж сестры Наполеона Каролины
13. папа Пий VII
14. художник Жак-Луи Давид
15. Мехмет-Халет Эфенди[англ.], посол Османской империи во Франции
16. египтянин Рафаэль де Монахис[англ.], личный переводчик Наполеона во время Египетского похода[* 4]
17. Элизабет-Элен-Пьер де Монморанси-Лаваль, придворная дама Жозефины[* 5]